# Torneio Internacional Charles Miller
O Torneio Internacional Charles Miller foi um torneio internacional de futebol disputado por seis equipes no Rio de Janeiro e em São Paulo, em junho e julho de 1955. Segundo os jornais O Estado de S. Paulo e Jornal do Brasil, a competição foi patrocinada e organizada sob os auspícios CBD, inclusive gerida pelo Conselho Técnico da entidade. Em 17 de junho de 1955, o periódico O Jornal (RJ) informava que devido ao cancelamento da realização do malsucedido Torneio Octogonal Rivadávia Corrêa Meyer nesse ano, a CBD que já tinha assumido compromissos de jogos com o Benfica e o Peñarol ficou com um torneio sem nome e resolveu batizá-lo de Charles Miller em 06 de junho (segundo a edição de 07 de junho) em homenagem ao introdutor do futebol no país. O Corinthians Paulista foi o campeão. Após a vitória, O Jornal (RJ) noticiava a imprensa paulista comentando o desfecho: "Sabe-se, que a direção técnica do Corinthians não aceitará mais qualquer amistoso a fim de dar descanso aos seus jogadores, até o início do Campeonato (o Paulistão de 1955)." O Corinthians lista essa conquista na galeria de torneios de caráter amistoso.
Foram marcados 54 gols em 15 jogos.

## Características
O Troféu Charles de Miller de 1955 teve aspectos em comum com competições internacionais mais conhecidas, como as edições da Copa Rio Internacional, em 1951 e 1952, e o Torneio Octogonal Rivadavia Corrêa Meyer de 1953: a organização foi feita pela CBD e o torneio contou com os campeões carioca, paulista e uruguaio do ano anterior e com o campeão português do mesmo ano.
O torneio de 1955  contou portanto com 4 entre os 5 campeões que se fizeram presentes em ambas as edições da Copa Rio (o outro participante em comum entre as duas edições da Copa Rio de 1951 e 1952 foi o clube austríaco Austria Viena). Em 1955, os campeões uruguaio e português novamente prestigiaram os eventos internacionais no Brasil, como já haviam feito em 1951, 1952 e 1953, sendo que, em 1953, o torneio organizado pela CBD (Rivadavia Corrêa Meyer), nomeado em homenagem ao presidente da CBD, contou com o campeão português e só não contou com o campeão uruguaio do ano anterior porque a Associação Uruguaia de Futebol vetou sua participação no torneio.
O jornal O Estado de S. Paulo dá conta de que a competição de 1955 não obteve um bom resultado de público e renda.  Os representantes da CBD ficaram responsáveis pelo recrutamento das equipes estrangeiras.
O jornal O Estado de S. Paulo confirma que a competição de 1955 foi inicialmente planejada como uma sequência da competição de 1953. A edição de 24 de julho de 1953 confirma que o torneio internacional da CBD não seria disputado em 1954 porque a FIFA proíbe que competições sejam disputadas em paralelo à Copa do Mundo (a Copa Latina e a Pequena Taça do Mundo também não foram disputadas em 1954, provavelmente pela mesma razão).
A edição de 08 de fevereiro de 1955 dá conta de que o objetivo da CBD era fazer uma nova edição do Torneio Octogonal Rivadavia Corrêa Meyer, afirmando que estava garantida a presença de Peñarol, Benfica e Milan. A edição de 10 de maio de 1955 volta a falar da realização do Torneio Octogonal Rivadavia Corrêa Meyer de 1955, comentando negociações com Fiorentina (Itália), Newcastle (campeão da Copa da Inglaterra) e Chelsea (Inglaterra), a CBD tinha enviado os seus representantes para que fossem convidados os clubes estrangeiros para a disputa do Torneio Octogonal Rivadavia Corrêa Meyer, tal era a dificuldade, que chegou a ser dito que seria realizada outra competição em sua substituição, possivelmente só com clubes sul-americanos.
A edição de 26 de maio de 1955 confirma a tentativa à participação do Honved (Hungria), confirma a contratação de um árbitro inglês ao torneio, dá como certa a participação do Benfica e do Peñarol, e afirma que tal era o malogro da CBD em trazer quadros estrangeiros ao Brasil que provavelmente a CBD não organizaria mais competições internacionais de clubes. A edição de 31 de maio de 1955 se refere ao Torneio pela primeira vez não como "Taça Rivadavia Correa Meyer" mas sim como "Torneio Hexagonal", haja vista que a CBD só havia conseguido trazer 2 quadros estrangeiros ao torneio e por isso desta feita ele seria um hexagonal, não um octogonal. A edição de 11 de junho de 1955 chama a competição de Taça Charles Miller.
Em 1956, a CBD organizou, em conjunto com a AFA e a AUF, a Copa do Atlântico de Clubes, contando apenas com equipes sul-americanas e que não teve campeão por não haver sido disputada a final.
Em 1957, o São Paulo Futebol Clube organizou o Torneio do Morumbi, para celebrar a vindoura inauguração do seu Estádio. Porém a competição foi interrompida na sua segunda-fase em função da falta de interesse do público e da baixa renda dos jogos, e a Taça acabou ficando com o clube que a oferecia, o próprio São Paulo. A competição de 1957 foi realizada pelo São Paulo, não pela CBD.
A Taça Charles Miller Internacional de 1955 foi, assim, a última das competições internacionais de clubes contando com equipes sul-americanas e europeias organizada pela CBD.

## Considerações sobre a competição
Em seu site, o Corinthians, cita a conquista desse torneio na seção Nossa História, presente no Relatório Anual do mesmo. A edição internacional independente da Charles Miller ocorreu em 1955. De acordo com o jornal O Estado de S. Paulo de 1956, a versão diferente da Charles Miller só com times paulistas não ocorreu em 1955. Em 1956, essa versão da Taça Charles Miller votou a ser disputada (com um ano de atraso), criada em substituição a Taça Cidade de São Paulo, desde então, ela existia anualmente, o jornal a classificou como "nada de mais". A revista Placar lista que ambas as competições eram o mesmo torneio.

## Equipes participantes
Participaram, pelos critérios estabelecidos pela CBD para o torneio de 1955, o campeão e vice-campeão de 1954 dos Campeonatos Carioca (Flamengo e America) e Paulista (Corinthians e Palmeiras), mais campeões estrangeiros convidados (Benfica, campeão português de 1954-1955, e Peñarol, campeão uruguaio de 1954).
- America-RJ
- Benfica
- Corinthians
- Flamengo
- Palmeiras
- Peñarol

## Jogos
19/06/55

Flamengo 1x0 Benfica

Palmeiras 2x2 Peñarol
22/06/55

Corinthians 2x1 Palmeiras

America-RJ 1x0 Flamengo
26/06/55

Flamengo 0x3 Corinthians

Benfica 2x0 Peñarol
29/06/55

Palmeiras 1x2 Benfica

America-RJ 4x1 Peñarol
02/07/55

Flamengo 5x3 Palmeiras
03/07/55

America-RJ 4x2 Benfica

Corinthians 2x2 Peñarol
06/07/55

Corinthians 3x1 America-RJ
09/07/55

America-RJ 2x2 Palmeiras
10/07/55

Flamengo 2x1 Peñarol

Corinthians 2x1 Benfica

## Classificação final
| Classificação - Final | Classificação - Final | Classificação - Final | Classificação - Final | Classificação - Final | Classificação - Final | Classificação - Final | Classificação - Final | Classificação - Final | Classificação - Final |
| Time | Time                  | PG                    | J                     | V                     | E                     | D                     | GP                    | GC                    | SG                    |
| --- | --------------------- | --------------------- | --------------------- | --------------------- | --------------------- | --------------------- | --------------------- | --------------------- | --------------------- |
| 1 | Corinthians           | 9                     | 5                     | 4                     | 1                     | 0                     | 12                    | 5                     | +7                    |
| 2 | America-RJ            | 7                     | 5                     | 3                     | 1                     | 1                     | 12                    | 7                     | +5                    |
| 3 | Flamengo              | 6                     | 5                     | 3                     | 0                     | 2                     | 8                     | 8                     | 0                     |
| 4 | Benfica               | 4                     | 5                     | 2                     | 0                     | 3                     | 7                     | 8                     | -2                    |
| 5 | Palmeiras             | 2                     | 5                     | 0                     | 2                     | 3                     | 9                     | 13                    | -4                    |
| 6 | Peñarol               | 2                     | 5                     | 0                     | 2                     | 3                     | 6                     | 12                    | -6                    |
| PG - pontos ganhos; J - jogos; V - vitórias; E - empates; D - derrotas; GP - gols pró; GC - gols contra; SG - saldo de gols |                       |                       |                       |                       |                       |                       |                       |                       |                       |

## Maiores públicos
1. 03/07/1955, 94.642, America 4-2 Benfica (POR) (87.686 pagantes)
2. 19/06/1955, 92.257, Flamengo 1-0 Benfica (POR) (83.563 pagantes)